# Friedrich zu Solms-Rödelheim (General)
Friedrich Ludwig Heinrich Adolf Graf zu Solms-Rödelheim (* 18. August 1791 in Assenheim; † 22. Dezember 1859 ebenda) war ein preußischer Generalmajor.

## Leben

### Herkunft
Friedrich entstammte dem hessischen Adelsgeschlecht Solms. Er war ein Sohn von Volrath zu Solms-Rödelheim (1762–1818) und dessen Ehefrau Sophie, geborene Gräfin zu Solms-Laubach (1771–1807). Karl zu Solms-Rödelheim war sein älterer Bruder.

### Militärkarriere
Solms stand seit August 1813 zunächst als Leutnant beim Regiment „Fürst Schwarzenberg“ in österreichischen Diensten. Er nahm während der Befreiungskriege 1813/14 an den Kämpfen bei Hanau, Brienne, Arcis-sur-Aube, Heilig-Kreuz, Nogent und Troyes teil. Im April 1814 avancierte er zum Oberleutnant und wurde für sein Verhalten im Gefecht bei Lusigny mit der Kriegs-Denkmünze ausgezeichnet. Nach dem Krieg nahm Solms Mitte August 1816 seinen Abschied und wurde Referendar bei der Regierung in Münster.
Am 23. September 1817 trat Solms als Premierleutnant in die Preußische Armee ein, wurde zunächst dem 11. Husaren-Regiment aggregiert und Mitte Juli 1819 einrangiert. Nach einer Kommandierung zur Lehr-Eskadron stieg er bis Mitte Januar 1828 zum Rittmeister und Chef der 3. Eskadron auf. Als es infolge der Verhaftung des Erzbischofs Clemens August Droste zu Vischering im Dezember 1837 zu Unruhen in Münster kam, erhielt Solms den Auftrag zur Beruhigung der Lage. Durch sein energisches Verhalten konnte er mit seinen Husaren die Ruhe zwar wiederherstellen, hatte sich dadurch aber beim katholischen Adel in der Region unbeliebt gemacht und wurde daraufhin im Juni 1838 Adjutant beim Gouvernement Berlin. Ein halbes Jahr später wurde Solms Adjutant des Prinzen Waldemar von Preußen und in dieser Stellung Ende März 1839 zum Major befördert. Es folgte im Mai 1844 seine Kommandierung zur Dienstleistung beim Garde-Dragoner-Regiment, bis Solms schließlich Anfang November 1845 zum Flügeladjutanten von König Friedrich Wilhelm IV. ernannt wurde. Er avancierte Ende März 1846 zum Oberstleutnant und wurde unter Belassung in seiner Stellung als Flügeladjutant am 7. Dezember 1846 zunächst mit der Führung des 2. Garde-Ulanen-(Landwehr-)Regiments beauftragt. Am 23. September 1847 wurde Solms zum Regimentskommandeur ernannt und Anfang Mai 1849 zum Oberst befördert. Er wurde am 22. September 1851 mit der Führung der 13. Kavallerie-Brigade in Münster beauftragt und war vom 11. März 1852 bis zum 7. Januar 1853 Kommandeur dieser Brigade. Unter Beförderung zum Generalmajor nahm Solms anschließend seinen Abschied mit der Uniform der Generale à la suite des Königs.
Solms war Ritter des Johanniterordens und des Roten Adlerordens II. Klasse mit Eichenlaub. Er verstarb unverheiratet.